# Baustelle

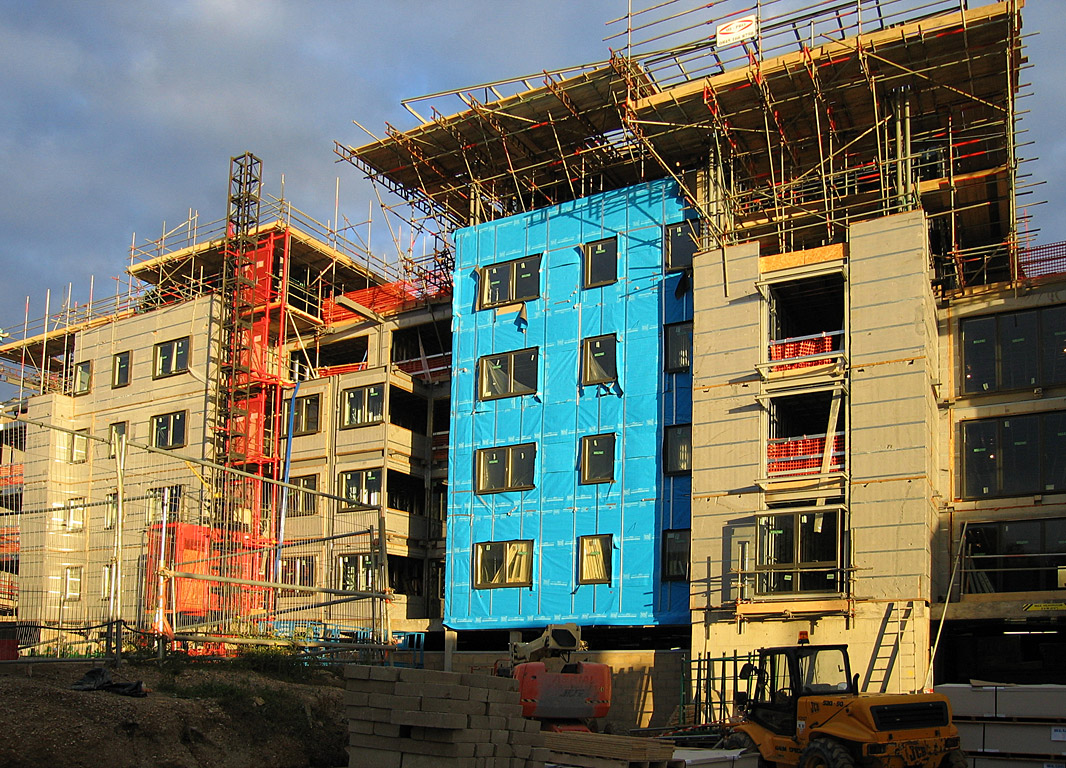
Baustelle im Hochbau

Eine Baustelle (in der Fachliteratur wird sie auch als „Arbeitsstelle“ bezeichnet) ist ein Ort, auf dem ein Bauwerk errichtet, umgebaut oder abgerissen wird. Sie besteht aus den Flächen für das Bauwerk und den bauzeitlich genutzten Flächen der Baustelleneinrichtung, zusammen Baufeld genannt. Hinzu kommen die Maßnahmen für die Baustellen-Umfahrung aller fahrenden Verkehrsteilnehmer bzw. für die Baustellen-Umgehung des Fußverkehrs.

## Wesen
Da es sich bei Bauwerken in der Regel um Immobilien handelt, werden sie üblicherweise nicht (wie bewegliche Sachen) in einem Werk produziert und dann an den vorgesehenen Standort transportiert, sondern vor Ort erstellt (oder zumindest montiert) und dieser Ort für die Dauer des Bauens Baustelle genannt, d. h. die Baustelle befindet sich am Standort des späteren Bauwerks bzw. der Umbau- oder Abrißmaßnahme. Im Sinne der Baubetriebslehre ist die Baustelle daher eine vorübergehende und spezifisch vom Auftraggeber vorgegebene Produktionsstätte, auf der mit Hilfe von Produktionsfaktoren wie Arbeitskräfte, Maschinen und Baustoffe ein Bauvorhaben durchgeführt wird. Je nach Bauverfahren kommen dort Maschinentechnik und manuelle Handwerksarbeit in unterschiedlichem Maße zum Einsatz. Baustellen bergen für die dort beschäftigen Personen besondere Gefahren, sodass hinsichtlich des Sicherheits- und Gesundheitsschutzes besondere Vorkehrungen getroffen werden müssen. Darüber hinaus sind alle Verkehrsteilnehmerinnen und Verkehrsteilnehmer in einem besonderen Maße gefährdet, wenn die Baustelleneinrichtungen nicht sachgerecht durchgeführt wurden.
Baustellen mit großer räumlicher Ausdehnung, so genannte Großbaustellen, können in mehrere Bauabschnitte bzw. Baulose eingeteilt sein. Differenziert werden Baustellen auch nach Art der Bauausführungen als Baustellen z. B. in Straßen- und Wegebau, Straßeninstandsetzung, Hochbau und Tiefbau.

## Arbeitsstellen an Straßen

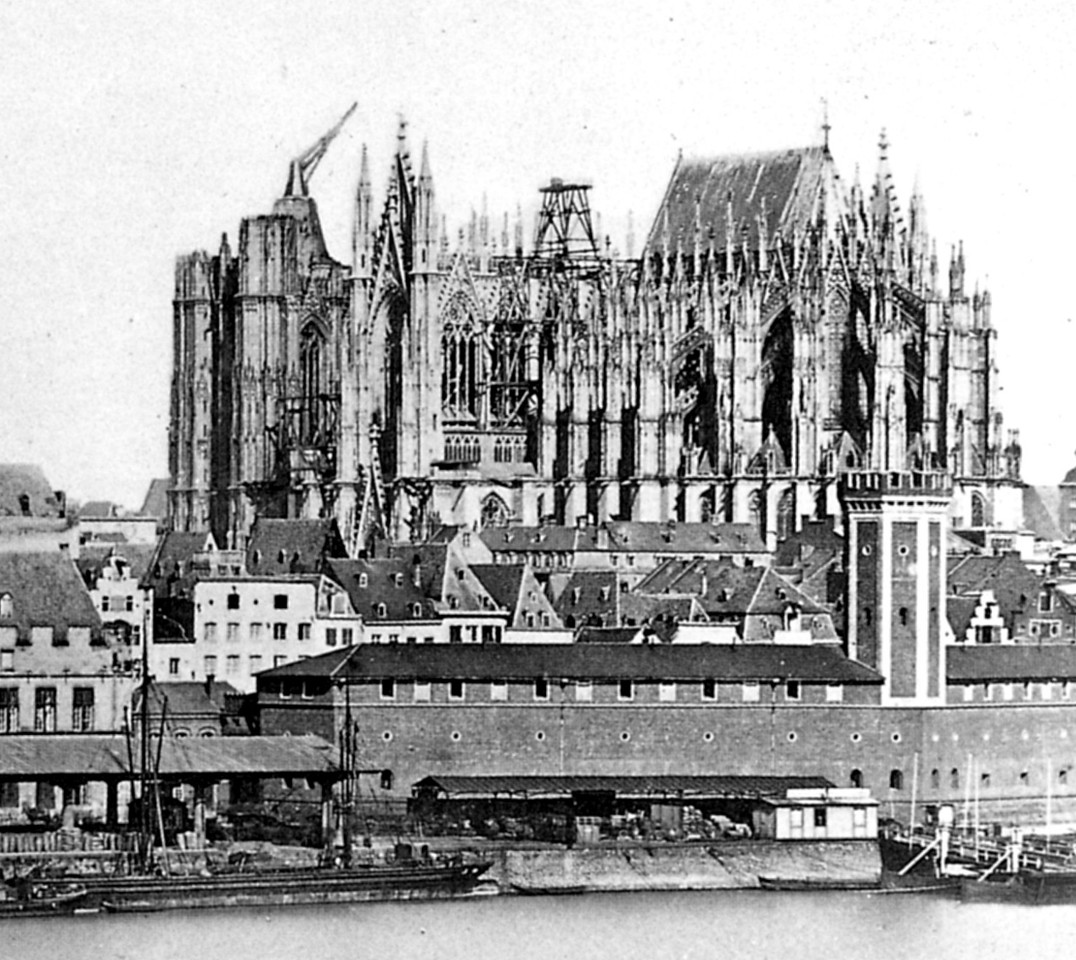
Baustelle Kölner Dom (1856)

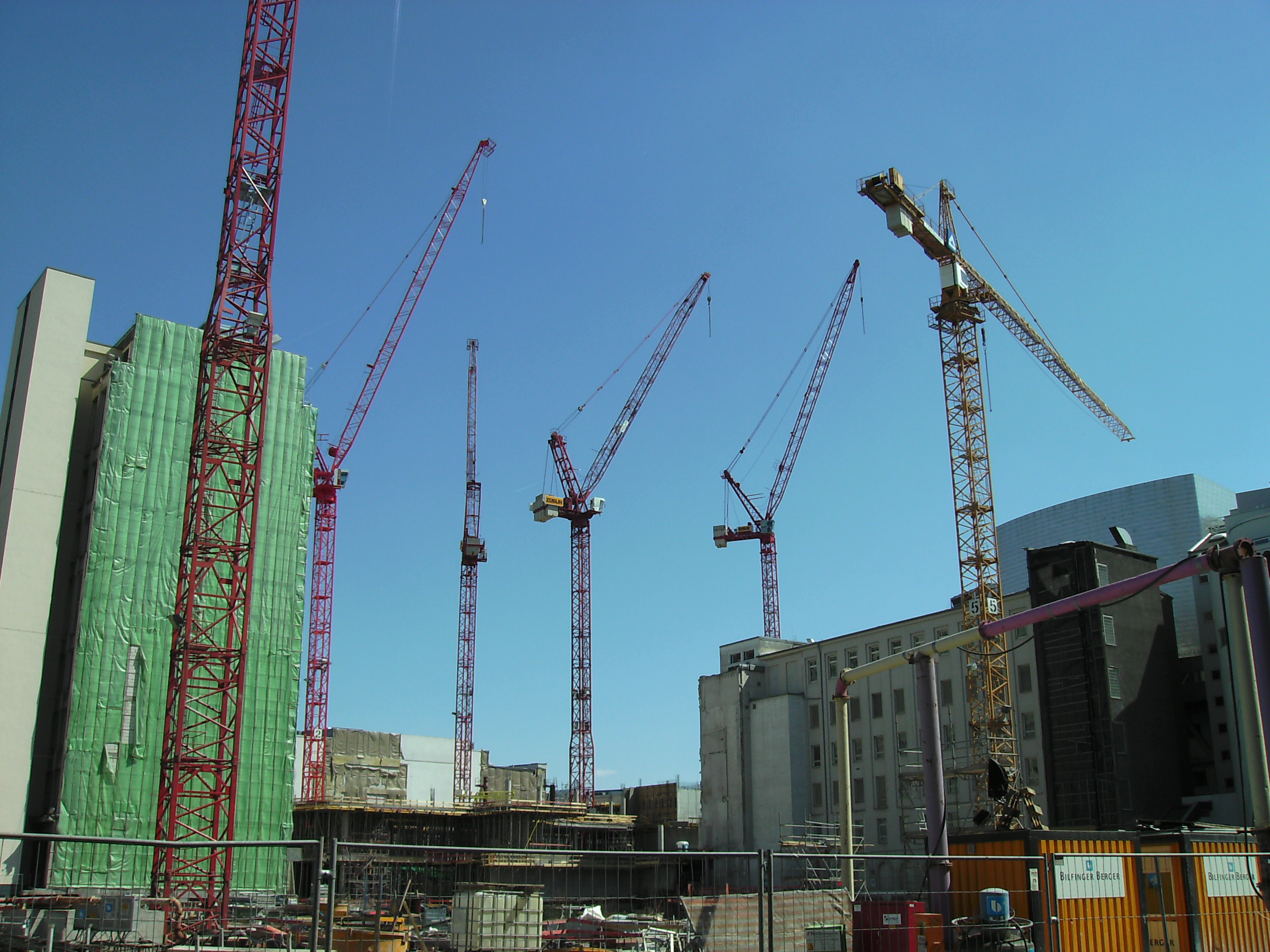
Großbaustelle Palaisquartier

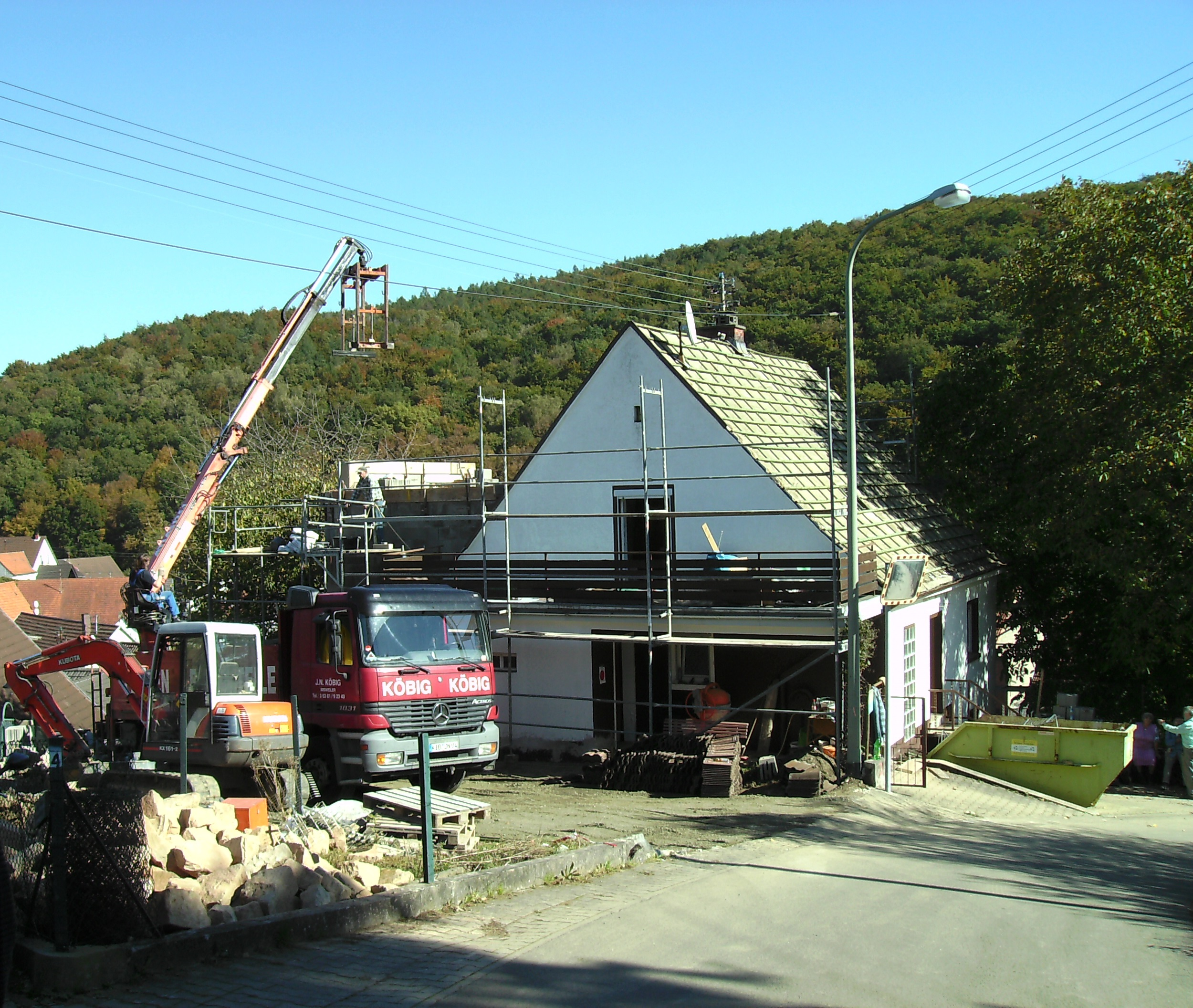
Umbau Privathaus

Man unterscheidet zwischen festen (ortsgebundenen) Arbeitsstellen und beweglichen (ortsungebundenen) Arbeitsstellen, die auch Wanderbaustellen genannt werden, sowie nach der Dauer, zwischen Arbeitsstellen kürzerer Dauer (Tagesbaustellen) und Arbeitsstellen längerer Dauer (Dauerbaustellen).
Zu den Arbeitsstellen kürzerer Dauer, die in der baufreien Zeit geräumt werden, gehören z. B.
- Nachtbaustellen, wenn die Bautätigkeit in den Nachtstunden erfolgt (i. d. R. vom abendlichen bis zum morgendlichen Berufsverkehr),
- bewegliche Arbeitsstellen, z. B. Straßenunterhalt, Mäharbeiten oder Baumpflegearbeiten.

Arbeitsstellen längerer Dauer (Dauerbaustellen) unterscheiden sich nach der täglichen Arbeitszeit:
- Auf einer „Baustelle24“ wird rund um die Uhr gearbeitet, was unter anderem Investitionen in ausreichende Beleuchtung erfordert.
- Auf einer Tageslichtbaustelle wird über den gesamten Zeitraum des Tages, in dem natürliches Sonnenlicht die Baustelle ausreichend beleuchtet, gearbeitet. Damit soll bei Straßenbauprojekten gegenüber Baustellen mit statischer Arbeitszeit die Bauzeit bis Fertigstellung verkürzt werden.[2][3]
- Baustellen, auf denen nur am Tage einschichtig gearbeitet wird.

Baustellen, oder auch Arbeitsstellen, die im Bereich von Straßen stattfinden, benötigen eine sogenannte verkehrsrechtliche Anordnung durch die zuständigen Behörden nach § 45 der StVO. Die verkehrsrechtliche Anordnung ist in der Regel in Verbindung mit einem Verkehrszeichenplan zu beantragen. Arbeiten im Gültigkeitsbereich der StVO ohne Anordnung sind nicht zulässig (Ausnahmen sind Notfälle, in denen sofortige Absicherung im Zuge des Notstandsrechtes zur Schadensabwehr notwendig ist); Der Tatbestand einer Ordnungswidrigkeit gemäß StVO kann vorliegen und somit kann es zur Verhängung einer Geldbuße und/oder zu „Punkten“ in Flensburg kommen (seit 1. Mai 2014 ohne Punkte). Auch das Abweichen von der verkehrsrechtlichen Anordnung oder ein nachweisbares Unterlassen der Kontrolle der Baustellensicherung (geregelt u. a. in ZTV SA) kann, besonders im Falle eines Unfalles (vor allem bei Personenschaden), zu strafrechtlichen Verfahren führen.

## Bahnbaustelle
Eine Bahnbaustelle ist oft mit einer Langsamfahrstelle verbunden, auf der die Geschwindigkeitsbegrenzung des Zuges auf einen mit der Spitze nach unten gerichteten Dreieckschild anzeigt, auf welche Kilometer pro Stunde (in dekadischer Darstellung) begrenzt wird. Sie wird durch das Baustellenzeichen A für Anfang und E für Ende (für die Lokomotive oder den Triebkopf) begrenzt und endet in der Regel deutlich hinter der eigentlichen Baustelle.
Schienenbaustellen werden oft durch Stangen geerdeter Oberleitung durchgeführt, wenn an den Oberleitungen oder in der Nähe derselben (z. B. bei Brückenarbeiten) gearbeitet werden muss. In der Nachtpause (01:00–04:00 Uhr) werden als Nachtbaustelle oft Schleif- oder Schweißarbeiten durchgeführt. Für andere Arbeiten wird mindestens Flutlicht benötigt. Arbeiten zum Austausch von Schotter oder zum Austausch der Bahnschwellen sind oft Tageslichtbaustellen.

## Leitungsbaustelle
Besondere Verhältnisse liegen vor, wenn Bauarbeiten an Stromleitungen durchgeführt werden oder solche errichtet werden, weil die Arbeiten sich über große Gebiete erstrecken können, die nicht abgezäunt werden können. Um den Straßen- oder Schienenverkehr wegen derartiger Arbeiten möglichst nicht zu unterbrechen, werden bei Seilzugarbeiten Schleifgestelle (meist aus Holz) entlang von Verkehrswegen, über denen derartige Arbeiten durchgeführt werden, errichtet. Häufig finden Leitungsbaustellen in der Nachbarschaft von spannungsführenden Teilen statt, was besondere Vorsicht, auch wegen induzierter Ströme erfordert. So ist bei der Nachbeseilung von Freileitungsmasten die Seilzugmaschine isoliert aufzustellen und abzusichern. Es gibt auch Leitungsbaustellen mit Arbeiten unter Spannung.

## Verkehrssicherung im Straßenbereich

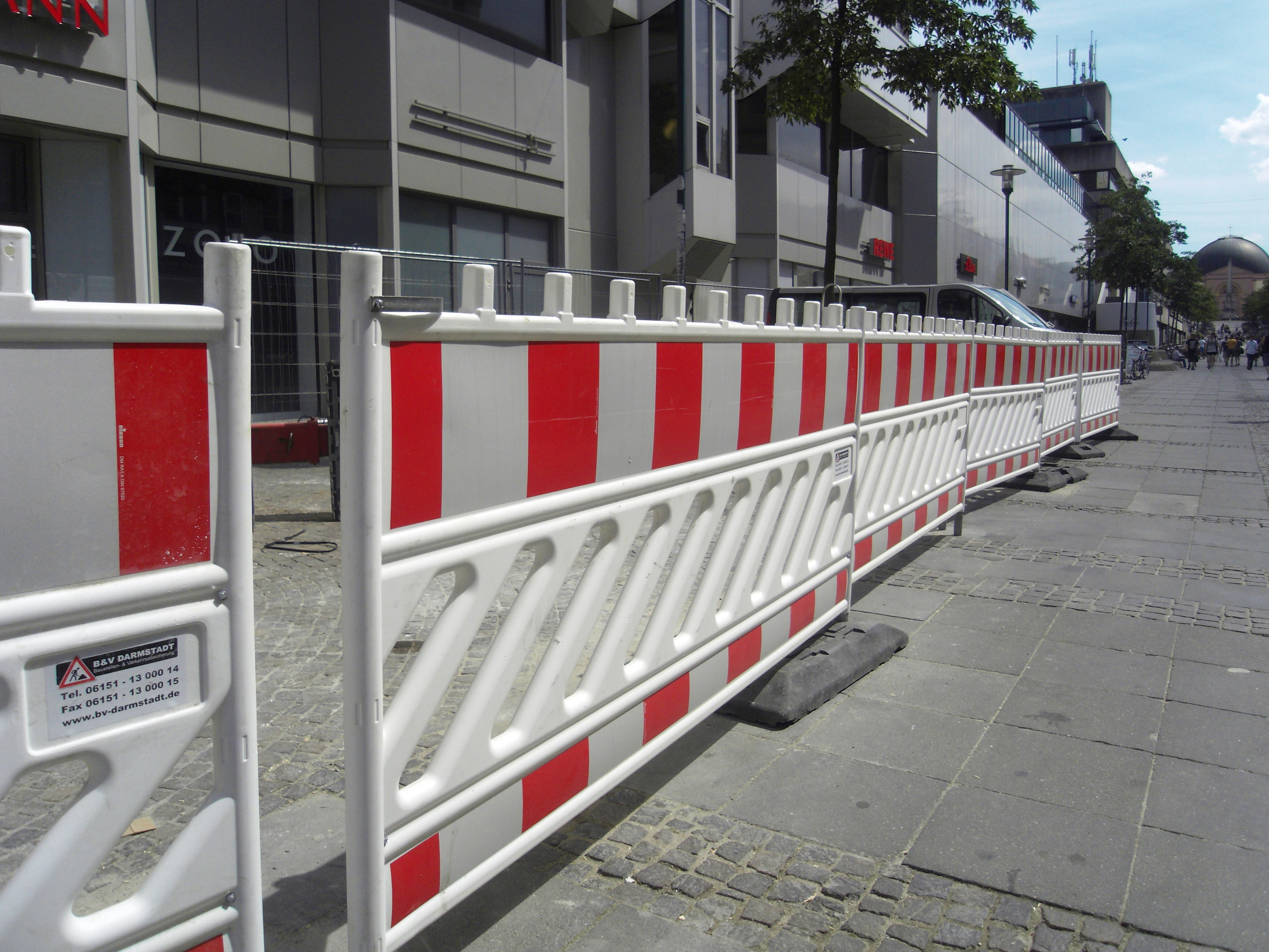
Baustellenabsicherung im Straßenbereich

Eine Baustelle ist so abzusichern, dass keine Gefahren, Schäden und unzumutbare Belästigungen für Einzelne oder die Allgemeinheit ausgehen. Dazu gehören eine Abgrenzung und eine angemessene Beleuchtung. Besteht für Fußgänger eine Gefahr durch herabfallende Materialien, ist eine Überdachung des Gehwegs erforderlich. Für kleine Baustellen ist ein Bauzaun nicht zwingend vorgeschrieben, kann jedoch gefordert werden. Bei Großbaustellen wird aufgrund der erforderlichen Baustellenlogistik und Zutrittskontrolle eine aufwendige Absicherung benötigt, was auch den Schutz der Baustelle selbst vor Diebstahl von Material und Geräten sowie Vandalismus beinhaltet. Gelegentlich geht sie auch mit einer Verlegung des Fußwegs auf die andere Straßenseite und Vollsperrung des eigenen Fußwegs einher, dann sind jedoch Sicherheitswege wie Ampeln oder Fußgängerübergänge einzurichten.
Bei Bahnbaustellen ist (vor allem bei Nachtbaustellen) eine Rottenwarnanlage in der Eisenbahn-Verkehrsordnung (EVO) vorgeschrieben, bei Tageslichtbaustellen genügen Sicherungsposten bei vorhandenem Sicherungsfahrzeug, welche mit Presslufthorn die Rotte vor herannahenden Zügen warnen.
Baustellen sind auch in der Zeit, in der auf ihnen nicht gearbeitet wird über Absperrungen und Engstellensignalisierung und ausreichende Ausleuchtung so zu sichern, um einen Verkehrsunfall im Vorfeld zu vermeiden.

## Gesetzliche Regelungen
Grundsätzlich gilt für die Verkehrssicherungspflicht das Bürgerliche Gesetzbuch (BGB): „Wer […] fahrlässig das Leben, den Körper, die Gesundheit, die Freiheit […] eines anderen widerrechtlich verletzt, ist dem anderen zum Ersatz des daraus entstandenen Schadens verpflichtet.“ Infolgedessen gibt es auch strafrechtlich keine Freiräume in der Verantwortung für die Verkehrssicherung im Zusammenhang mit Baustellen-Einrichtungen. Mit dem Inkrafttreten der Wiener Straßenverkehrskonvention hat sich die Bundesrepublik Deutschland bereits 1979 dazu verpflichtet, u. a. „zu verbieten, dass auf Gehwegen und begehbaren Seitenstreifen keine Vorrichtungen oder Geräte angebracht werden, die den Fußgängerverkehr, insbesondere ältere und behinderte Personen, unnötig beeinträchtigen.“
Als vom Bundesverkehrsministerium eingeführte Rechtsverordnungen enthalten die Straßenverkehrsordnung (Deutschland) und die Allgemeine Verwaltungsvorschrift zur Straßenverkehrs-Ordnung (VwV-StVO) neben der allgemeinen Verkehrsregelung auch Vorgaben, die auf die Baustellensicherung anzuwenden sind. Danach dürfen „Beschränkungen und Verbote des fließenden Verkehrs nur“ unter ganz bestimmten Kriterien vorgenommen werden. Diese Regelung betrifft alle Verkehrsmittel. „Dabei geht die Verkehrssicherheit aller Verkehrsteilnehmer der Flüssigkeit des Verkehrs vor.“
Laut den Richtlinien für die Sicherung von Arbeitsstellen an Straßen (RSA) ist dem Fußgängerverkehr „besondere Sorgfalt zu widmen.“ So darf „die Sicherheit der Fußgänger und Radfahrer im Bereich von Arbeitsstellen nicht beeinträchtigt werden. Auf Sehbehinderte (Blinde), Rollstuhlfahrer und Kinder ist besondere Rücksicht zu nehmen. Geh- und Radwege sind nach Möglichkeit weiterzuführen, ggf. über Notwege […]. Ist dies nicht möglich, so ist die Einrichtung von Überquerungshilfen (z. B. Fußgängerübergang) zu prüfen und ggf. anzuordnen.“
Darüber hinaus trat im Frühjahr 2002 das Behindertengleichstellungsgesetz (BGG) in Kraft, in dem auch die Herstellung von Barrierefreiheit in den Bereichen Bau und Verkehr geregelt ist. 2008 ratifizierte die Bundesrepublik Deutschland das Übereinkommen über die Rechte von Menschen mit Behinderungen mit gleicher Zielsetzung. Aufgrund dieser Gesetzeslage ist auch in Baustellenbereichen eine durchgängig barrierefreie Mobilität sicherzustellen.
Diesen Ansprüchen genügen die Baustelleneinrichtungen in der Praxis häufig nicht, auch sind die Ausführungsvorschriften an die aktuellen Qualitätsstandards bisher noch nicht bei allen Anforderungen angepasst worden.

## Verkehrssicherheit gewährleisten

Zeichen 123: „Baustelle“; Verkehrszeichen der Straßenverkehrs-Ordnung in Deutschland; in der 1956 eingeführten Version

Die meisten Bauordnungen sehen vor, dass die Baustelle gemäß Beschilderungsplan durch ein Baustellenschild, Leitkegel und andere Vorwarneinrichtungen zu kennzeichnen ist. An ihm lässt sich erkennen, dass das Bauvorhaben genehmigt ist.
Groß angelegte Baumaßnahmen entlang von Bundesfernstraßen werden mit Hilfe des „Baustelleninformationsschildes“ angekündigt. Das Schild liefert Informationen über die Baumaßnahme, über den Bauzeitraum und die beteiligten Behörden und welches die wichtigsten Baubeteiligten (Architekt inklusive Subunternehmer und Baulastträger) sind.
Die hauptsächlich in den Richtlinien für die Sicherung von Arbeitsstellen an Straßen (RSA) formulierten Anforderungen an eine sachgerechte und verkehrssichere Baustelleneinrichtung sind sehr vielfältig und können hier nur beispielhaft dargestellt werden: Besonders problematisch sind derzeit die Angaben über die notwendige Breite von Gehwegen, da die Anforderungen an die Barrierefreiheit mit mindestens 2,00 Meter in der Praxis kaum eingehalten werden. Die Baustellen-Richtlinien setzten sich derzeit noch über den „Stand der Technik“ hinweg und erlauben gar einen gemeinsamen Geh- und Radweg (ohne Gegenverkehr) von 0,80 Meter. Einschränkungen bei den Flächen für den fahrenden Verkehr z. B. durch Geschwindigkeitsreduzierungen sind bisher nicht vorgesehen. Für die Verkehrssicherheit wesentlich ist der seitliche Schutz. So sind z. B. einfache Leitbaken für die Führung des motorisierten Verkehrs, nicht aber auf Gehwegen zulässig und mobile Absturzsicherungen dürfen hier nur „bei Arbeitsstellen von kürzerer Dauer im Bereich von Schachtzügen oder ähnlich kleinflächigen Öffnungen“ zur Anwendung kommen. Die Höhe der Absperrschrankenblätter richtet sich nach der Aufgrabungstiefe der anliegenden Arbeitsstelle und für Sehbehinderte sind in der Regel zusätzlich Tastleisten anzubringen.

## Zuständigkeiten für die ordnungsgemäße Absicherung
„Jede – auch kleine – Arbeitsstelle im öffentlichen Verkehrsraum bedarf vor ihrer Einrichtung einer Verkehrsrechtlichen Anordnung.“ Dabei sind insbesondere die „Verkehrssicherheitsmaßnahmen bei Arbeitsstellen von kürzerer Dauer […] besonders kritisch und sensibel“ zu begutachten.
Bei allen Arbeitsstellen, die der Unterhaltung von Straßen oder der Verhütung von außerordentlichen Schäden im öffentlichen Straßenraum dienen, sowie bei der Absicherung öffentlicher oder auch privater Baustellen, die sich auf die Abwicklung des Straßenverkehrs auswirken, ist stets die Straßenverkehrsbehörde berechtigt, die entsprechenden Maßnahmen anzuordnen. Sie muss allerdings die Polizei vor einer Entscheidung anhören.
Eine Überprüfung der regelgerechten Umsetzung der Maßnahme vor der Inbetriebnahme einer Baustelle durch die anordnende Behörde ist für Baustellen-Umfahrungen, nicht aber für Baustellen-Umgehungen erforderlich, stets aber bei der Einrichtung einer Lichtsignalanlage, bei Umleitung einer Vorfahrtsstraße oder Änderungen der Vorfahrtsregelung.
Bürger sollten sich beim Verdacht der oder beim Wissen über die Nichteinhaltung der Regelungen der Richtlinien für die Sicherung von Arbeitsstellen an Straßen (RSA) an die Straßenverkehrsbehörde wenden. Das sind die sogenannten „unteren Verwaltungsbehörden“ oder die Behörden, denen nach Landesrecht die Aufgabe der Straßenverkehrsbehörde zugewiesen wurde. Bei „Gefahr im Verzug“ ist die Polizei zu verständigen und nötigenfalls auf ihre Verantwortung aufmerksam zu machen. „Bei der Polizei ist jeder Polizeibeamte gemäß §§ 44 Abs. 2 Satz 2 StVO befugt, anstelle der zuständigen Behörde selbst vorläufige Maßnahmen zu treffen.“

## Volksmund
Es wird auch die eigentliche Durchführung einer Arbeit als Baustelle bezeichnet; im übertragenen Sinn bezeichnet Baustelle dann einen unfertigen Zustand, bei dem man trotz (starken) Bemühens noch nicht ein befriedigendes Ergebnis erreicht hat („Mein Leben ist eine Baustelle“). In ähnlicher Weise werden leere Internet-Domains oder -Seiten von den Seiteninhabern gerne als „Baustelle“ gekennzeichnet, um die Absicht zu betonen, bald etwas auf die Seite zu stellen. In diesem Sinne existiert auch die Dauerbaustelle.

## Normen und Standards
Folgende Gesetze, Verordnungen und Technischen Regeln sind ggf. zu beachten:
- Arbeitsschutzgesetz (ArbSchG)
- Arbeitsstättenrichtlinien (ASR)
- Arbeitsstättenverordnung (ArbStättV)
- Arbeitssicherheitsgesetz (ASiG)
- Baustellenverordnung (BaustellV)
- Betriebssicherheitsverordnung (BetrSichV)
- Unfallverhütungsvorschriften (UVV)
- Gefahrstoffverordnung (GefStffV)
- Technische Regeln für Gefahrstoffe (TRGS)
- Kreislaufwirtschafts- und Abfallgesetz (KrW-/AbfG)
- Richtlinien für die Sicherung von Arbeitsstellen an Straßen (RSA)
- Merkblatt über Rahmenbedingungen für erforderliche Fachkenntnisse zur Verkehrssicherung von Arbeitsstellen an Straßen (MVAS)
- Zusätzliche Technische Vertragsbedingungen und Richtlinien für Sicherungsarbeiten an Arbeitsstellen an Straßen (ZTV-SA 97)